# Albert Baez
Albert Vinicio Báez (Puebla, México, 15 de noviembre de 1912-Redwood City, California, Estados Unidos, 20 de marzo de 2007) fue un científico mexicano nacionalizado estadounidense, Doctor en Física. Es además, el padre de la artista y cantante Joan Baez y tío del matemático estadounidense y divulgador científico John Baez.

## Primeros años
Si bien nació en Puebla, dadas las actividades de su padre, quien era un pastor metodista, se trasladó primero a Tejas y posteriormente a Brooklyn (Nueva York), donde se crio. Al principio pensó en la posibilidad de convertirse también él en pastor, pero posteriormente se sintió atraído por la carrera de matemática y física, egresando de la Universidad Drew en 1933. En 1935 obtuvo una maestría en la Universidad de Syracuse.
Al poco tiempo contrajo matrimonio con Joan Chandos Bridge, hija de un ministro episcopal. De esta unión nacieron sus hijas Pauline, Joan y Mimi (nacida como Margarita Mimí Baez).
La familia Baez se trasladó a California donde en 1948 Baez obtuvo el doctorado en física.

## Vida académica y profesional
En 1948, junto a Paul Kirkpatrick, profesor de la Universidad Stanford desarrolló el microscopio de rayos X, apto para examinar células vivas. Con el comienzo de la guerra fría, hacia 1950, Albert Baez fue contactado en diversas oportunidades para desarrollar armas en la lucrativa industria armamentista. Sin embargo, basado en sus creencias religiosas y convicciones personales y familiares, Baez prefirió mantenerse en el ámbito de la enseñanza y especialmente en el humanismo.
Entre 1950 y 1956 permaneció como titular de cátedra en la Universidad de Redlands, aunque en 1951, respondiendo a una propuesta de la Unesco se trasladó a Bagdad para crear un nuevo departamento de física en la Universidad de Bagdad. En 1959 y de regreso en los Estados Unidos, Baez ingresó al MIT. En 1960, trabajando para el Smithsonian Astrophysical Observatory, desarrolló un juego de ópticas para un «telescopio de rayos X».
Entre 1961 y 1967 Baez residió en París, comisionado por la Unesco para su dirección de enseñanza científica.

## Publicaciones y difusión científica
- Baez fue el autor del libro de texto The New College Physics: A Spiral Approach 1967.
- También fue coautor del libro The Environment and Science and Technology Education 1987
- Y realizó una semblanza de su actividad en Bagdad llamada A Year in Baghdad 1988.
- El doctor Baez realizó casi un centenar de filmaciones sobre física para la Corporación Educativa de la Enciclopedia Británica entre 1967 y 1974.
- Baez también dirigió la Comisión de Educación de la Unión Internacional para la Conservación de la Naturaleza y los Recursos Naturales entre 1979 y 1983.

## Últimos años
Luego de jubilarse, el doctor Baez decidió promover la mejora en la calidad de vida de los países en vías de desarrollo, dedicándose específicamente a México y dirigiendo la ONG Vivamos Mejor mediante la cual se realizaban acciones para el desarrollo científico de América Latina.
En 2004 se retiró a su casa de Redwood City, donde falleció por causas naturales el 20 de marzo de 2007.
Entre los reconocimientos por su humanismo, figuran los de su hija Joan en su libro autobiográfico And a voice to sing with:
Nunca tuvimos las cosas bonitas e inútiles que todas las niñas quieren. Pero en su lugar tuvimos un padre con la conciencia limpia: la decencia fue su legado para nosotras, escribió Joan.